# تودور ژیوانوویچ
تودور ژیوانوویچ (انگلیسی: Todor Živanović؛ ۲۷ سپتامبر ۱۹۲۷ – ۲۰ ژوئن ۱۹۷۸) بازیکن فوتبال اهل یوگسلاوی بود.
از باشگاه‌هایی که در آن بازی کرده‌است می‌توان به باشگاه فوتبال ستاره سرخ بلگراد و باشگاه فوتبال بئوگراد اشاره کرد.
وی همچنین در تیم ملی فوتبال یوگسلاوی بازی کرده‌است.